# Teresa Ruiz
Pour les articles homonymes, voir Ruiz.
Teresa Ruiz, née le 21 décembre 1988 à Santiago Matatlan (Mexique), est une actrice mexicaine. Elle est surtout connue pour son rôle dans la série Aqui en la Tierra (« Ici sur Terre ») de Gael García Bernal et ses apparitions dans les première et deuxième saisons de la série Netflix Narcos: Mexico. Elle a reçu plusieurs prix de meilleure actrice à l'échelle internationale et est membre à vie de l’Actors Studio.

## Biographie
Teresa Ruiz naît à Santiago Matatlan dans l'État d'Oaxaca, au Mexique, et grandit à Los Angeles, en Californie (États-Unis).
Elle joue en 2006 dans Les Oubliées de Juarez de Gregory Nava aux côtés de Jennifer Lopez et Antonio Banderas. Elle joue ensuite le personnage principal dans Round Trip de Gerardo Tort (2009), rôle pour lequel elle remporte plusieurs prix de la meilleure actrice, dont le prix Mayahuel du Festival international du film de Guadalajara, le prix d’interprétation féminine au Festival international du film d'Amiens en France et au Festival international du film de Carthagène en Colombie, ainsi que le prix Ariel de l’Académie mexicaine des arts et des sciences cinématographiques.
En 2010, Ruiz est partenaire exécutif de la société de production Machete, qui remporte la Caméra d'or au 63e Festival de Cannes pour le film Année bissextile, réalisé par Michael Rowe.
En 2013, Ruiz est invité par Martin Landau à devenir membre de l’Actors Studio, une organisation d’acteurs professionnels dirigée par Al Pacino basée à New York et Los Angeles. Ruiz y étudie La Méthode sous la direction de Martin Landau et des formatrices Greta et Sandra Seacat.
Ruiz joue en 2018 le rôle de Nadia Basurto dans le thriller politique Aquí en la Tierra une série coproduite par la société de production La Corriente del Golfo de Gael García Bernal et Diego Luna, et Fox Networks.
Ruiz apparaît également dans les première et deuxième saisons de la série originale Netflix Narcos: Mexico dans laquelle elle tient le rôle d’Isabella Bautista, une amie de longue date du personnage principal Miguel Ángel Félix Gallardo.

### Théâtre
En 2014, Ruiz joue le rôle de Veronica dans la pièce The Motherfucker with the Hat de Stephen Adly Guirgis, produite par Martin Landau, Ellen Burstyn et Al Pacino.
Elle a également joué Frida Kahlo jeune dans Cada Quien su Frida d’Ofelia Medina ; la première de la pièce a eu lieu au Festival international de théâtre de Cadix en Espagne, puis a fait l’objet d’une tournée à Cuba, au Danemark, au Royaume-Uni, au Mexique et aux États-Unis.

## Filmographie

### Cinéma

#### Actrice
- 2006 : Bienvenido Paisano de Rafael Villaseñor Kuri : Piffany
- 2008 : Les Oubliées de Juarez de Gregory Nava : Cecilia Rojas
- 2010 : Marcelino pan y vino (es) de José Luis Gutiérrez : Cruz
- 2010 : Viaje Redondo de Gerardo Tort : Lucia
- 2012 : Tlatelolco de Carlos Bolado : Licha
- 2012 : Colosio: El Asesinato de Carlos Bolado : Alejandra Iglecias
- 2012 : Ciudadano Buelna de Felipe Cazals : une actrice
- 2012 : Mariachi Gringo (en) de Tom Gustafson : Ashlee
- 2013 : Cantinflas (en) de Sebastian del Amo : Meche Barba
- 2021 : Le Vétéran (The Marksman) de Robert Lorenz : Rosa
- 2022 : Père Stu : un héros pas comme les autres (Father Stu) de Rosalind Ross : Carmen

#### Productrice
- 2010 : Année bissextile de Michael Rowe
- 2011 : Nos Vémos, Papa de Lucía Carreras (es)

### Télévision
- 2011 : El Encanto del Aguila : Xacinta (3 épisodes)
- 2013 : Major Crimes, saison 2, épisode 18 : Monica Garcia
- 2014 : Gang Related, saison 1, épisode 4 : Marissa
- 2015 : The Last Ship, saison 2, épisode 1 : Teresa
- 2015 : Des jours et des vies, épisode 12 625 : Marta
- 2018 : Aquí en la Tierra : Nadia Basurto
- 2018-2020 : Narcos: Mexico : Isabella Bautista (13 épisodes)
- 2019 : La casa de las flores : Marilu (5 épisodes)
- 2022 : Mo de Mohammed Amer, rôle de Maria